# Épitaphe
Pour le groupe de metal extrême français, voir Epitaphe.
 (février 2022).

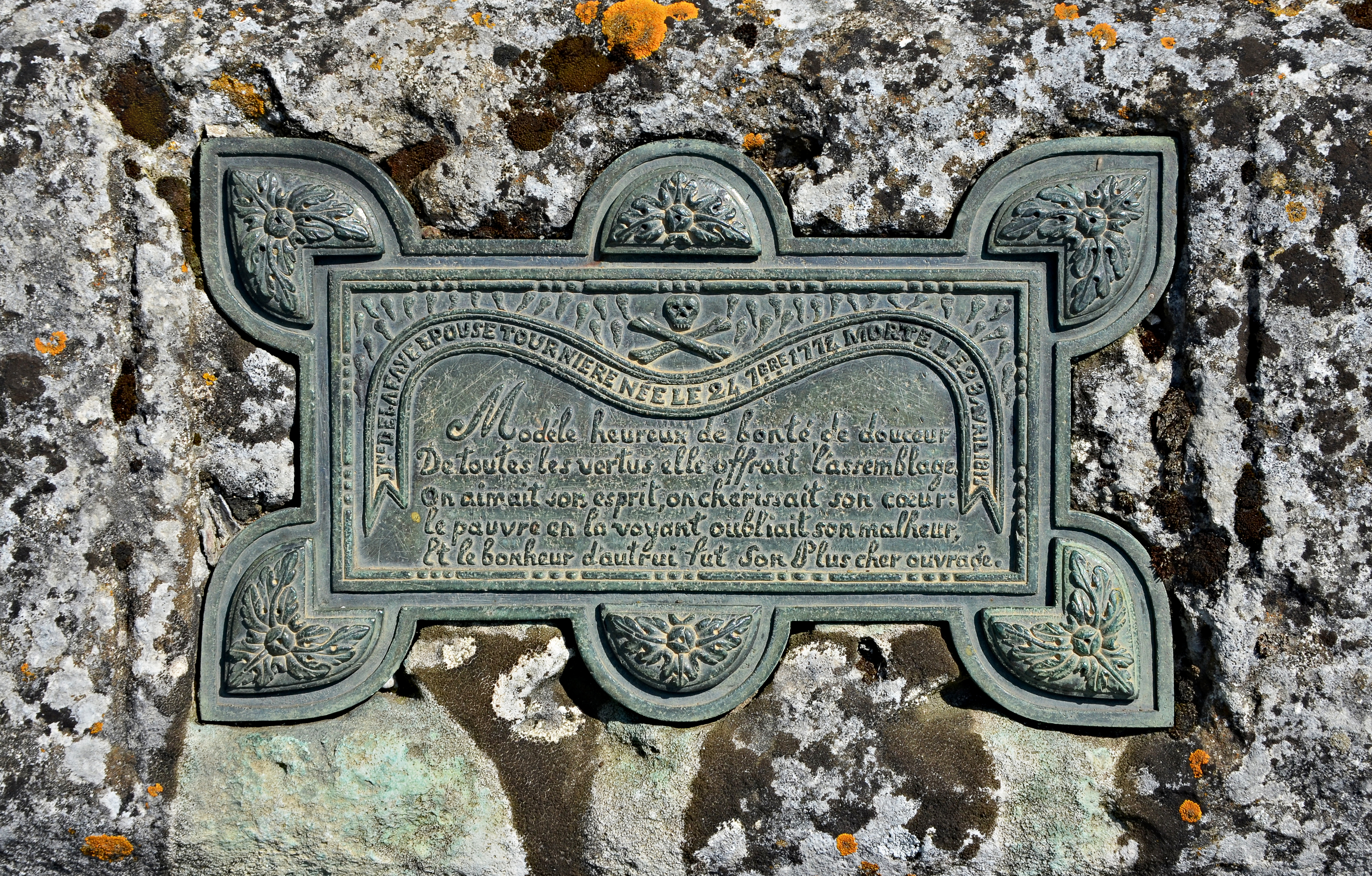
Épitaphe du XIXe siècle, versifiée, dans un cimetière de Charente.

Une épitaphe  (du grec ἐπιτάφος / epitháphos, de ἐπί / epí, « sur », et τάφος / táphos, « sépulture, tombeau ») est une inscription funéraire, placée sur une pierre tombale ou un monument funéraire, afin de rappeler le souvenir de la personne morte. Elle peut présenter le nom et les dates de la personne défunte, ou un texte qui fait l'éloge de cette personne.
Cela peut être un objet donné à une civilisation comme signe de paix.
Dans la Grèce antique, l’épitaphe (epitaphios logos) est un genre littéraire : c’est un éloge funèbre.
En littérature française, l'épitaphe est aussi un genre littéraire rimé : c'est surtout ce que l'on aimerait inscrire sur la pierre tombale de quelqu'un que l'on admire ou, au contraire, que l'on n'apprécie guère. Supposée être inscrite sur le tombeau lui-même, une épitaphe peut commencer par ci-gît ou par la formule plus moderne ici repose ou par leur pluriel ci-gisent et ici reposent.

## Épitaphes célèbres

### Antiquité
- Diophante d'Alexandrie (env. 200/214 - env. 284/298)

Son épitaphe, attribuée à Métrodore (vers 500), permet de connaître l'âge de Diophante d'Alexandrie à sa mort :
Passant, sous ce tombeau repose Diophante.
Ces quelques vers tracés par une main savante
Vont te faire connaître à quel âge il est mort.
Des jours assez nombreux que lui compta le sort,
Le sixième marqua le temps de son enfance ;
Le douzième fut pris par son adolescence.
Des sept parts de sa vie, une encore s'écoula,
Puis s'étant marié, sa femme lui donna
Cinq ans après un fils qui, du destin sévère
Reçut de jours hélas ! deux fois moins que son père.
De quatre ans, dans les pleurs, celui-ci survécut.
Dis, si tu sais compter, à quel âge il mourut.
- Léonidas et ses 300 Spartiates (480 av. J.-C.)

Passant, va dire à Sparte que nous sommes couchés ici dociles à ses ordres.
- Thalès (années 620 av. J.-C. - Années 540 av. J.-C.?)

Petit est ce tombeau, mais au ciel va sa gloire.
Regarde, c'est celui de Thalès, grand esprit.
- Scipion l'Africain (235 av. J.-C. - 183 av. J.-C.)

Sur son tombeau à Linterne, après avoir refusé d'être enterré dans le célèbre Tombeau des Scipions sur la Voie Appienne:
Ingrate patrie, tu n’auras pas mes os.
- Homère (VIIIe siècle av. J.-C.)

J’ai aimé parcourir le chemin à tes côtés.
Après avoir goûté aux charmes de l’amour, ils goûtèrent toute leur vie au plaisir des confidences.

### XIIesiècle
- Pierre le Mangeur, théologien français mort en 1179.

J'étais Pierre que la pierre couvre, dit le mangeur, maintenant "mangé". Vivant j'ai enseigné et mort, je ne cesse d'enseigner afin que ceux qui me voient réduit en cendre disent : ce que nous sommes, il le fut ; un jour nous serons ce qu'il est ici.

### XVesiècle
- Jeanne d'Arc (vers 1412-30 mai 1431)

Inscription, présente sur un des murs du musée consacré à Jeanne d'Arc situé place du  Vieux-Marché de Rouen, lieu de son bûcher et issue du discours d'André Malraux, lu à l'occasion de la commémoration de l'anniversaire de la mort de Jeanne d'Arc, le 30 mai 1964.

Ô Jeanne, sans sépulcre et sans portrait, Toi qui savais que le tombeau des héros est le cœur des vivants
- Matthias Corvin (1443-1490) avait composé lui-même son épitaphe[4].

Mathias iaceo Rex, hac sub mole sepultus; Testatur vires Austria victa meas. Terror eram mundo; metuit me Caesar uterque; Mors potuit tantum sola nocere mihi.

### XVIesiècle
- Raphaël (6 avril 1483-6 avril 1520)

Ci-gît Raphaël, qui durant sa vie fit craindre à la Nature d'être maîtrisée par lui et, lorsqu'il mourut, de mourir avec lui.
- François Rabelais (1483? (d'après un épitaphier) - avril 1553) :

Pluton ! Rabelais reçois,
Afin que toi, qui es le roi
De ceux qui ne rient jamais,
Tu aies un rieur désormais.

### XVIIesiècle
- Richelieu (9 septembre 1585-4 décembre 1642) :

Cy-gist, oui, gist, par la mort-bleu !
Le cardinal de Richelieu ;
Et ce qui cause mon ennui,
Ma pension avec lui.
Ci-gît un fameux Cardinal
Qui fit plus de mal que de bien
Le bien qu'il fit, il le fit mal
Le mal qu'il fit, il le fit bien.
(par Isaac de Benserade, gentilhomme normand, académicien 1612-1691)
- Josias Rantzau (18 octobre 1609-14 septembre 1650)

Du corps du grand Rantzau, tu n'es qu'une des parts,
L'autre moitié reste dans les places de Mars
Il dispersa partout ses membres et sa gloire,
Tout abattu qu'il fut, il demeura vainqueur
Son sang fut en cent lieux le prix de la victoire
Et Mars ne lui laissa rien d'entier que le cœur.
- Paul Scarron (1610-1660)

Celui qui cy maintenant dort
Fit plus de pitié que d'envie,
Et souffrit mille fois la mort
Avant que de perdre la vie.
Passant, ne fais ici de bruit
Garde bien que tu ne l'éveilles :
Car voici la première nuit
Que le pauvre Scarron sommeille.
- Jean de La Fontaine (1621-1695)

Jean s'en alla comme il était venu,
Mangeant son fonds après son revenu,
Croyant le bien chose peu nécessaire.
Quant à son temps bien sut le dispenser,
Deux parts en fit, dont il soulait passer,
L'une à dormir, et l'autre à ne rien faire.
- William Shakespeare ((baptisé le) 26 avril 1564-23 avril 1616)

Mon ami, pour l’amour du Sauveur, abstiens-toi
De creuser la poussière déposée sur moi.
Béni soit l’homme qui épargnera ces pierres
Mais maudit soit celui violant mon ossuaire
- Baron de Selles (1566-1649)

Dieu fit Selles,
Dieu défit Selles,
Et aux vers mit Selles.
- René Descartes (1596-1650)

À la mémoire de René Descartes, plus secret que ses doctrines, prononce en l'éloge ; ainsi que de la subtilité de son esprit très exceptionnel qui le premier, depuis la renaissance des Belles Lettres en Europe, gardant son serment intact à la fidélité sous l'autorité du christianisme, a revendiqué et défendu la raison humaine. Maintenant il est fait un usage remarquable de la vérité qu'il a honorée par-dessus tout.

### XVIIIesiècle
- Louis XIV (1638-1715) reçut plein d'épitaphes moqueuses[7],[8]

Ci-gît notre invincible roi,
Qui meurt pour un acte de foi.
Il est mort comme il a vécu,
Sans nous laisser un quart d’écu.
L'inscription qui fut réellement portée sur son cercueil fut :
Ici est le corps de Louis 14 par la grâce de Dieu ROY DE France et de Navarre, très-chrétien, décédé en son chasteau de Versailles le premier jour de septembre 1715.
- John Law de Lauriston (1671-1729)

Ci gît cet Écossais célèbre
Ce calculateur sans égal
Qui, par les règles de l'algèbre
A mis la France à l'hôpital
- Jeanne-Baptiste d'Albert de Luynes (1670-1736) :

Ci-git, dans une paix profonde,
Cette Dame de Volupté,
Qui, pour plus grande sûreté,
Fit son paradis dans ce monde.
- Alexis Piron (1689-1773) :

Ci-gît Piron, qui ne fut rien,
Pas même académicien.
- Benjamin Franklin (17 janvier 1706-17 avril 1790) écrivit sa propre épitaphe à l'âge de 22 ans, mais celle-ci ne fut pas inscrite sur sa tombe.

Le corps de
B. Franklin, imprimeur,
(Tel la couverture d'un vieux livre,
dépouillé de ses feuilles,
de son titre et de sa dorure)
Repose ici, pâture pour les vers.
Mais l'ouvrage ne sera pas perdu
et reparaîtra, c'est la foi de Franklin,
dans une nouvelle édition, plus élégante,
revue et corrigée
par l'auteur.
- Louis-Philippe d'Orléans, ou "Philippe Égalité", fut inhumé dans une fosse commune du cimetière de la Madeleine, ce qui n’empêcha pas des royalistes de rédiger des épitaphes insultantes envers lui[10].

Vil scélérat exécrable en tout lieu,
Tu péris donc des mains de tes complices.
En recevant le prix des forfaits et des vices
Monstre tu meurs, , , .. Il est un Dieu.
- Robespierre (6 mai 1758-28 juillet 1794)

Épitaphe posthume, qui n'est pas sur la tombe de Robespierre, celui-ci ayant été enterré dans une fosse commune au cimetière des Errancis,, : Des épitaphes semblables furent aussi rédigées pour Marat ou Napoléon.
Passant, ne plains pas mon sort
Moi vivant, tu serais mort…

### XIXesiècle
- John Keats (31 octobre 1795-23 février 1821)

Here lies one whose name was writ in water.
(« Ici repose celui dont le nom était écrit dans l'eau »)
- Alfred de Musset (11 décembre 1810-2 mai 1857) :

Mes chers amis, quand je mourrai,
Plantez un saule au cimetière.
J'aime son feuillage éploré ;
La pâleur m'en est douce et chère
Et son ombre sera légère
À la terre où je dormirai.
- Amanz Gressly (17 juillet 1814-13 avril 1865) (traduit du latin)

Ci-gît Gressly, qui mourut d'un étrange amour pour les pierres;
qu'il ramenait à la maison, ne calmant pas sa faim.
Posons cette pierre. De pierre entièrement couvert, par Dieu!,
Reposant entre des roches, il a assez de pierres..
- Général Boulanger (29 avril 1837-30 septembre 1891), après s'être suicidé sur la tombe de sa maîtresse Marguerite de Bonnemains:

Ai-je bien pu vivre 2 mois 1/2 sans toi !
- Jesse James (5 septembre 1847-3 avril 1882)

In Loving Memory of my Beloved Son, Murdered by a Traitor and Coward Whose Name is not Worthy to Appear Here.
(« À la mémoire de mon fils aimé, assassiné par un traître et lâche dont le nom ne mérite pas de figurer ici. »)
- Alfred Sisley (30 octobre 1839-29 janvier 1899), par lui-même :

Il faut que les objets soient enveloppés de lumière, comme ils le sont dans la nature.

### XXesiècle

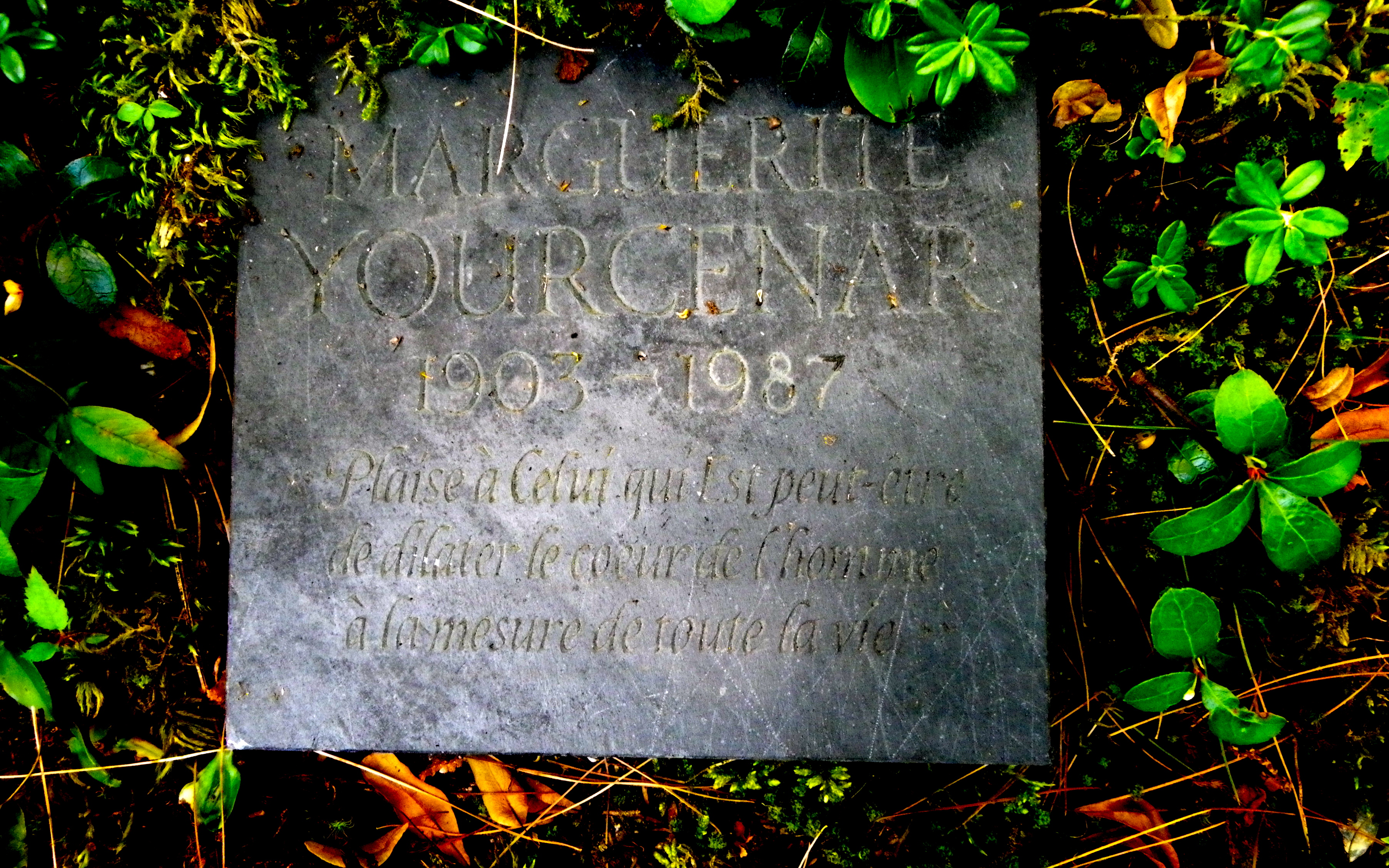
Plaque funéraire de Marguerite Yourcenar, Cimetière Brookside, Somesville (Municipalité de Mount Desert, Maine).

- Alphonse Allais (1854 - 1905)

Ci-gît Allais - sans retour.

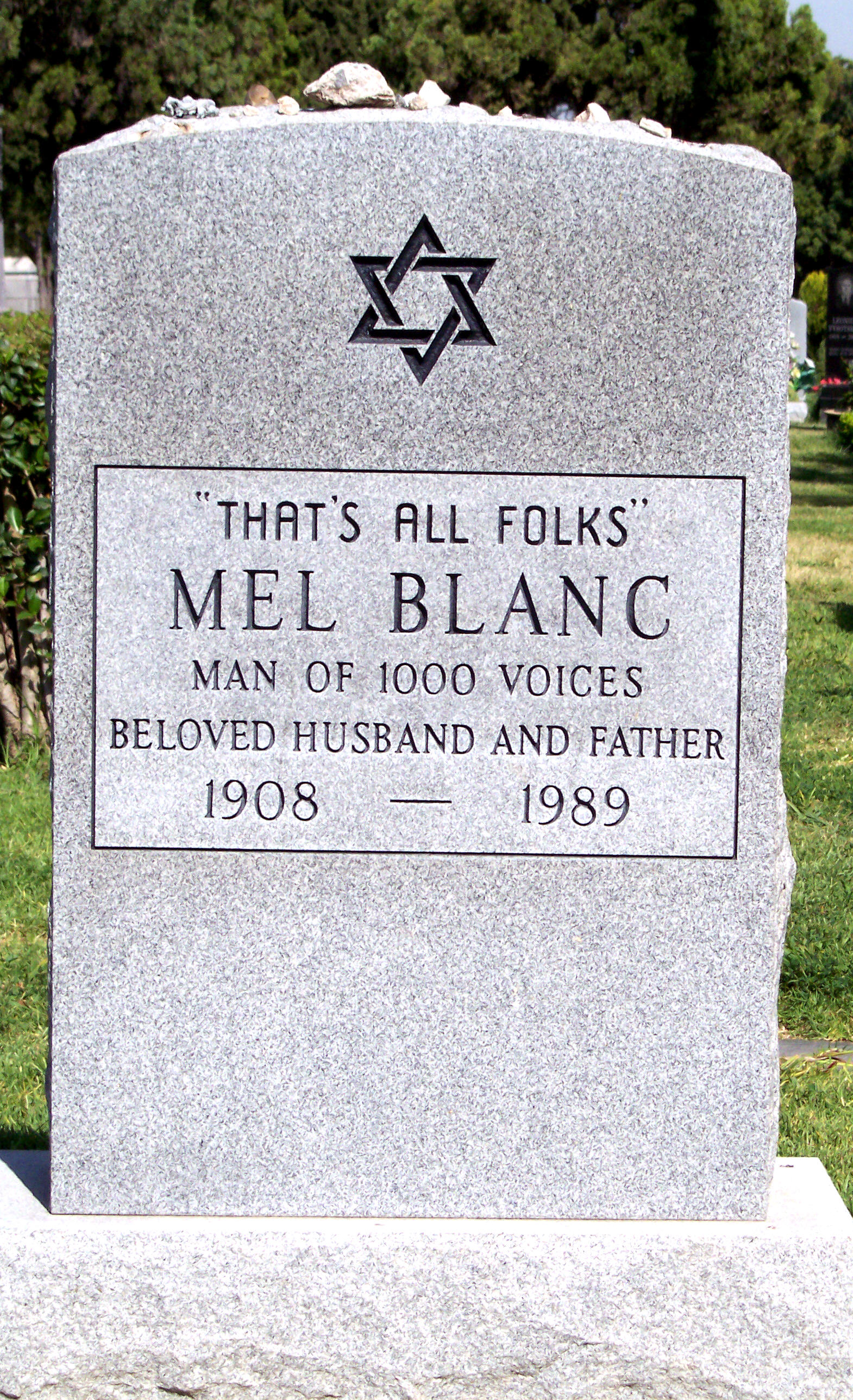
That's all, folks !, épitaphe de Mel Blanc, doubleur de Bugs Bunny.

- Pierre Savorgnan de Brazza (26 janvier 1852-14 septembre 1905) :

Une mémoire pure de sang humain.
- Anatole Le Braz (2 avril 1859-20 mars 1926)

Je suis un fils des monts, adopté par la mer.
- Yvan Goll (29 mars 1891-27 février 1950)

Je n'aurai pas duré plus que l'écume
Aux lèvres de la vague sur le sable
Né sous aucune étoile un soir sans lune
Mon nom ne fut qu'un sanglot périssable
- Henri Farman (26 mai 1874-18 août 1958)

Il a donné des ailes au monde.
- Maurice de Vlaminck (4 avril 1876-11 octobre 1958), extrait de la fin de son testament :

Je n’ai jamais rien demandé, la vie m’a tout donné. J’ai fait ce que j’ai pu, j’ai peint ce que j’ai vu.
- En 1955, Marilyn Monroe (1er juin 1926-5 août 1962) suggéra elle-même que son épitaphe fût la suivante :

Ici repose Marilyn Monroe, 97 - 62 - 92 (ne figure pas sur sa plaque)

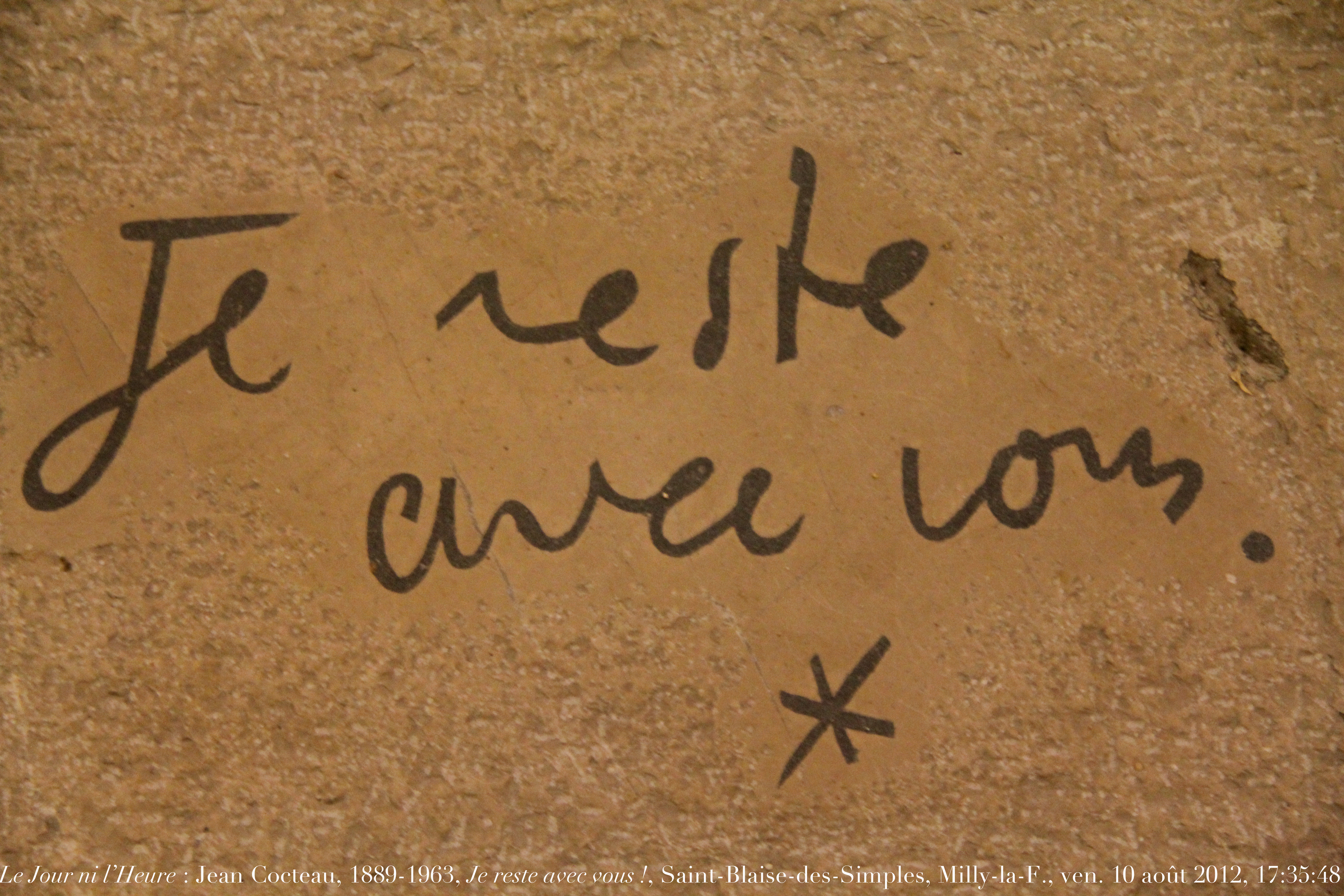
Je reste avec vous., épitaphe de Jean Cocteau

- Jean Cocteau (5 juillet 1889-11 octobre 1963) :

Je reste avec vous.
- Martin Luther King (15 janvier 1929-4 avril 1968), d'après un vieux negro spiritual, qu'il a cité à la fin de son discours « I have a dream » :

Free at last. Free at last, Thank God Almighty, I'm free at last.
(« Enfin libre. Enfin libre, merci Dieu tout-puissant, je suis enfin libre. »)
- Marcel Pagnol (28 février 1895-18 avril 1974), un vers de Virgile :

Fontes amicos uxorem dilexit.
(« Il a aimé les sources, ses amis et sa femme. »)
- Francis Blanche (21 juillet 1921-6 juillet 1974), par lui-même :

Laissez-moi dormir ! J'étais fait pour ça !
- Groucho Marx (1890-1977)

Je vous l'avais bien dit que j'étais malade ! (ne figure pas sur sa plaque)
- Georges Brassens (1921-1981), extrait de sa chanson Supplique pour être enterré sur la plage de Sète :

Est-ce trop demander, sur mon petit lopin,
Plantez je vous en prie une espèce de pin,
Pin parasol de préférence (figure sur un écriteau près de sa tombe et de l'arbre en question)
- Gerald Holtom (1914-1985)

Il a fait campagne pour la paix, puisse-t-il la trouver.
- René Barjavel (1911-1985)

Ecrivain (cimetière de Bellecombe-Tarendol)
- Rudolf Hess (1894-1987)

Ich habs gewagt. (« Je l'ai osé »)
- Marguerite Yourcenar (1903-1987)

Plaise à Celui qui Est peut-être
de dilater le cœur de l'homme
à la mesure de toute la vie (phrase empruntée à son roman L'Œuvre au noir, 1968)
- Mel Blanc (1908-1989)

« That's all, folks ! » (« C'est terminé pour aujourd'hui ! », phrase figurant à la fin des dessins animés de la Warner)
- Félix Guattari (1930-1992)

Il n'y a pas de manque dans l'absence ; l'absence est une présence en moi.
- Eugène Ionesco (1909-1994)

Priez le Je ne sais Qui — j'espère Jésus Christ
- Bernard Buffet (1928-1999)

Ici buffet froid
- Claude Sautet (1924-2000)

Garder le CAlme !!! Devant la DISSONANCE !!!

### XXIesiècle
- Françoise Sagan (1935-2004), elle écrit sa propre épitaphe en 1998 à la suite de la proposition d'un journaliste :

Sagan Françoise. Fit son apparition en 1954, avec un mince roman, Bonjour tristesse, qui fut un scandale mondial. Sa disparition, après une vie et une œuvre également agréable et bâclée, ne fut un scandale que pour elle-même.
- Grisélidis Réal (1929-2005)

Écrivain, peintre, prostituée (Cimetière des Rois, Genève)
- Armand Fernandez (1928-2005)

Enfin seul ! (Cimetière du Père-Lachaise)
- Peter Falk (1927-2011)

« I'm not here, I'm home with Shera » (« Je ne suis pas là, je suis à la maison avec Shera ») (Shera Danese, sa dernière femme)
- Valéry Giscard d'Estaing (1926-2020)

« In te Domine speravi non confundar in aeternum » (« En vous, Seigneur, j'ai mis mon espérance : jamais je ne serai déçu », Psaumes, 31).

#### Ouvrages
- Tombeaux romains, Anthologie d'épitathes latines, traduit du latin et préfacé par Danielle Porte, Le Promeneur, 1993
- Tombeaux grecs, Anthologie d'épigrammes, textes traduits du grec et préfacés par Denis Roques, Le Promeneur, 1995
- Edhem Eldem, Nicolas Vatin, L'épitaphe ottomane musulmane, XVIe – XXe siècles. Contribution à une histoire de la culture ottomane, Louvain, Peeters, 2007, 377 p. (ISBN 978-9-042-91946-4)
- (en) K.S. Guthke, Epitaph Culture in the West. Variations on a Theme in Cultural History, New York, Edwin Mellen Press, 2003, 416 p.  (ISBN 978-0-773-46785-9)
- Nicolas Mathieu, L'épitaphe et la mémoire. Parenté et identité sociale dans les Gaules et Germanies romaines, Rennes, Presses universitaires de Rennes, 2011, 502 p. (ISBN 978-2-753-51393-8, lire en ligne)

#### Articles et chapitres d'ouvrages
- Régis Bertrand, « Que de vertus. Les épitaphes édifiantes des débuts du XIXe siècle », in Régis Bertrand, Anne Carol, Jean-Noël Pelen (Dir.), Les Narrations de la mort, Aix-en-Provence, Presses universitaires de Provence, coll. « Le temps de l’histoire », 2005, 298 p.  (ISBN 978-2-853-99613-6), p. 241-255 [lire en ligne (page consultée le 21 février 2022)]
- Aurélien Caillaud, « Catacombes, ce que révèlent épitaphes et images funéraires », Le Monde de la Bible, n° 225, 2018. [lire en ligne (page consultée le 21 février 2022)]
- Sylvain Menant, « Le jeu de l’épitaphe au XVIIIe siècle », Versants, vol. 65, no 1,‎ 2018, p. 69-79 (DOI 10.22015/V.RSLR/65.1.5, lire en ligne [DOI])

- (en) Gian Marco Vidor, « Satisfying the mind and inflaming the heart: emotions and funerary epigraphy in nineteenth-century Italy », Mortality, Vol. 19, 2014, p. 342-360, [lire en ligne (page consultée le 21 février 2022)]